# Ahmed Oudjani
Ahmed Oudjani (ur. 19 marca 1937 w Philippeville, zm. 15 stycznia 1998) – algierski piłkarz, reprezentant kraju grający na pozycji napastnika.

## Kariera klubowa
Urodził się w miejscowości Philippeville, w Algierii. Swoją przygodę z futbolem rozpoczął w 1957 w US Vendôme. W 1958 został zawodnikiem RC Lens. W latach 1960–1962 miał przerwę spowodowaną wojną algierską, w której uczestniczył jako członek Frontu Wyzwolenia Narodowego. Po powrocie do drużyny został w sezonie 1963/1964 królem strzelców rozgrywek (30 bramek). Łącznie dla zespołu z Lens zagrał w 148 spotkaniach, w których strzelił 112 bramek. 
Sezon 1965/1966 spędził w drużynie RC Paris. Następnie został zawodnikiem CS Sedan. Sezon 1967/1968 spędził w zespole SM Caen grającym w Division 3. Następnie powrócił do Algierii, gdzie grał dla zespołów US Tébessa i JSM Bejaïa. W 1970 ponownie zaczął grać dla drużyny RC Lens, gdzie w 1972 zakończył karierę.
| Sezon   | Klub       | Kraj     | Rozgrywki         | Mecze | Bramki |
| ------- | ---------- | -------- | ----------------- | ----- | ------ |
| 1958/59 | RC Lens    | Francja  | Première Division | 38    | 15     |
| 1959/60 | RC Lens    | Francja  | Première Division | 26    | 16     |
| 1960/61 | RC Lens    | Francja  | Première Division | 0     | 0      |
| 1961/62 | RC Lens    | Francja  | Première Division | 0     | 0      |
| 1962/63 | RC Lens    | Francja  | Première Division | 30    | 17     |
| 1963/64 | RC Lens    | Francja  | Première Division | 31    | 30     |
| 1964/65 | RC Lens    | Francja  | Première Division | 23    | 16     |
| 1965/66 | RC Paris   | Francja  | Division 2        | 25    | 7      |
| 1966/67 | Sedan      | Francja  | Première Division | 7     | 1      |
| 1967/68 | Caen       | Francja  | Division 3        |       |        |
| 1968/69 | US Tébessa | Algieria |                   |       |        |
| 1969/70 | US Tébessa | Algieria |                   |       |        |
| 1970/71 | RC Lens    | Francja  | Division 2        | 7     | 2      |
| 1971/72 | RC Lens    | Francja  | Division 2        | 13    | 3      |

## Kariera reprezentacyjna
Oudjani występował w reprezentacji Algierii w latach 1963–1965, dla której wystąpił w 15 spotkaniach.

## Osiągnięcia
RC Lens
- Król strzelców Première Division (1): 1963/1964 (30 goli)